# Paul Wiens
Paul Wiens (Königsberg, 17 de agosto de 1922-Berlín Este, 6 de abril de 1982) fue un poeta, traductor, autor de radioteatro y guionista alemán. Desarrolló su actividad en la República Democrática Alemana (RDA).

## Vida
Nació en Königsberg, hijo de madre judía. Pasó su infancia en Berlín hasta la llegada al poder los nazis, que obligó a la familia a trasladarse a Suiza en 1933. Después de aprobar el abitur comenzó a estudiar filosofía en Ginebra y Lausana. En 1943 fue detenido en Viena por Wehrkraftzersetzung («subversión del esfuerzo de guerra»), y hasta el final de la Segunda Guerra Mundial estuvo detenido en Sankt Pölten y en el Campo de Educación para el Trabajo de Oberlanzendorf.
En 1947 regresó a Berlín, donde trabajó hasta 1950 como lector y traductor en la editorial Aufbau-Verlag. Simultáneamente publicaba sus primeros poemas y canciones (Begeistert von Berlin, 1952). A partir de 1952 empezó a ganarse la vida como escritor independiente, principalmente de poesía. También escribió guiones, como el de la película de Frank Vogel ...und deine Liebe auch (1962), o el de Sonnensucher (1958), del director Konrad Wolf. Esta última película, que trata sobre la explotación de Uranio por la empresa Wismut AG, controlada por los soviéticos, y que está relacionada con la producción de armas nucleares, estuvo vetada y no pudo estrenarse hasta el año 1972. También introdujo en la RDA obras de Pablo Neruda, Vladímir Mayakovski y Nazim Hikmet entre otros. Fue coeditor de la colección de poesía Antwortet uns, y redactor jefe de la influyente revista literaria Sinn und Form el mismo año de su muerte.
Durante algún tiempo fue vicepresidente de la Asociación Cultural de la RDA, y entre 1961 y 1961 presidente de la asociación del distrito de Berlín de la Deutscher Schriftstellerverband. Desde 1964 fue miembro del PEN Club Internacional de la RDA, y desde 1980 miembro de su presidencia.
Su hija Maja Wiens trabaja como escritora.

## Colaborador informal

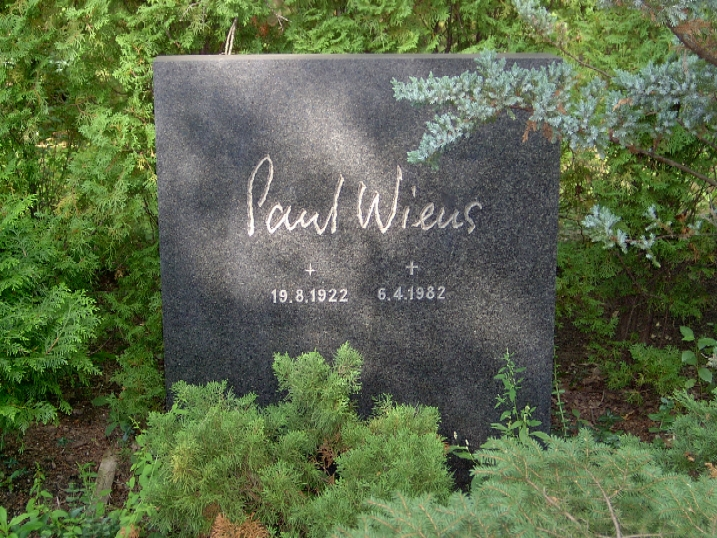
Lápida de Paul Wiens en el Zentralfriedhof Friedrichsfelde.

En la década de 1960 colaboró como informante de la Stasi. A finales de la década interrumpió esa colaboración durante unos años motivado por «dolores de barriga ideológicos», y desde 1972 hasta su muerte actuó como colaborador informal. También colaboró en varias ocasiones para la KGB. Proporcionó informes sobre, entre otros, Jurek Becker, Wolf Biermann, Franz Fühmann, Stefan Heym, Sarah Kirsch, Heiner Müller, Ulrich Plenzdorf y Erwin Strittmatter. También informó sobre autores de Alemania Occidental, como Heinrich Böll, Günter Grass, Hans Magnus Enzensberger o Peter Härtling, y sobre personajes soviéticos como Lev Kópelev o Andréi Sájarov. Su tercera esposa, Irmtraud Morgner, de la cual se divorció en 1977, también fue objeto de sus informes. Por sus labores de espionaje recibió varios premios estatales.
Su lápida se encuentra en el Zentralfriedhof Friedrichsfelde, en Lichtenberg. Su legado se encuentra en la Academia de las Artes de Berlín.

## Filmografía
- Das kleine und das große Glück (1953)
- Einmal ist keinmal (1955)
- Genesung (1956)
- Meister Zacharias und seine acht goldenen Zeiger (1958)
- Das Lied der Matrosen (1958)
- Leute mit Flügeln (1960)
- Der Mann mit dem Objektiv (1961)
- … und deine Liebe auch (1962)
- Sonnensucher (1972)

## Reconocimientos
- Premio Goethe de la ciudad de Berlín (1952)
- Premio Nacional de la RDA (1959)
- Premio Heinrich Heine del Ministerio de cultura de la RDA (1962)
- Verdienstmedaille der NVA, bronce (1973)
- Verdienstmedaille der NVA, plata (1974)
- Medalla Johannes R. Becher (1976)
- Vaterländischer Verdienstorden, bronce (1977)
- Verdienstmedaille der NVA, oro (1978)
- Vaterländischer Verdienstorden, oro (1979)
- Medaille der Waffenbrüderschaft, bronce (1980)